# Nepalese Congrespartij
De Nepalese Congrespartij (NCP) is een Nepalese politieke partij.

## Geschiedenis

### Voor de Burgeroorlog
De NCP werd in 1947 opgericht als reformistische centrumpartij die streefde naar democratie in Nepal en de invoering van een constitutionele monarchie. In 1951 hielp de NCP mee met het omverwerpen van het bewind van de invloedrijke Rana-familie. Hiermee kwam er een einde aan meer dan een eeuw Rana-bewind. Er kwam een constitutionele monarchie en men begon aan een proces van democratisering. In 1959 won de NCP de verkiezingen. Maar een jaar later werd het democratiseringsproces afgebroken en de absolute monarchie onder koning Mahendra van Nepal hersteld. B.P. Koirala, de voorzitter van de NCP, werd enige tijd gevangengezet. In 1962 werd het Panchayat-systeem (partijloze democratie), maar de NCP bleef als ondergrondse beweging actief.
Als gevolg van het verbod, werd de NCP radicaler. In de jaren 60 en 70 streefde de partij naar nationalisering van de basisindustrieën. Samenwerking met de Communistische Partij van Nepal werd echter van de hand gewezen. In de jaren 70 en 80 leed de partij onder de interne strijd die was losgebroken.
In de jaren 80 brak de partij met het socialistisch programma van de jaren 60 en streefde men democratisering en privatisering na. Girija Prasad Koirala (broer van B.P. Koirala) werd tot partijvoorzitter gekozen. Na het herstel van de democratie in Nepal in 1990, werd Girija Koirala in 1991, na de verkiezingsoverwinning van de NCP, tot premier benoemd. Met onderbreking van 1994/1995 en 2002-2004 leverde de NCP de premier.

### Tijdens de Burgeroorlog
Toen in 1996 de Nepalese Burgeroorlog uitbrak tussen de regering en maoïstische rebellen, bleef de Congrespartij de koninklijke familie trouw. Na de koninklijke moordpartij op 1 juni 2001 schaarde de partij zich achter de nieuwe koning Gyanendra, maar deze had autocratische neigingen en schond regelmatig de democratische grondwet. Hij voerde de strijd tegen de maoïsten flink op door de noodtoestand uit te roepen en het leger in te zetten, wat het conflict enorm escaleerde. Er was onenigheid in de regering over het opheffen van de noodtoestand, waarop premier Sher Bahadur Deuba (NCP) in mei 2002 het parlement ontbond en nieuwe verkiezingen uitschreef voor oktober. Toen Deuba in oktober echter vreesde dat de rebellen de verkiezingen zouden verstoren, probeerde hij ze uit te stellen tot 2003, maar daarop ontsloeg koning Gyanendra hem en greep zelf de macht. Van 2002 tot 2006 werd het land bestuurd door koninklijke kabinetten (met uitzondering van het tweede premierschap van Deuba juni 2004–februari 2005), maar het lukte de koning niet om de maoïstische opstand te bedwingen. De NCP en andere democratischgezinde partijen bleven oppositie voeren, nieuwe verkiezingen en persvrijheid eisen en organiseerden verscheidene betogingen in met name de hoofdstad Kathmandu, die echter vaak hard werden aangepakt door politie en leger. Ondanks grote ideologische verschillen en sterk onderling wantrouwen probeerden de democratische oppositiepartijen, sinds 5 mei 2005 verenigd in de Zevenpartijenalliantie, steeds vaker de dialoog aan te gaan met de maoïstische rebellen in hun gedeelde verzet tegen de autocratische monarchie. Het duurde tot 22 november 2005 voordat zij het eens werden en begonnen samen te werken, al was er nog geen definitief akkoord over de toekomst van het koningschap. Sinds de hervatting van de oorlogshandelingen in januari 2006, begonnen de Congrespartij en enkele andere partijen het geweld van de rebellen te rechtvaardigen als legitiem verzet tegen het koninklijke regime. Toen in april 2006 de koning voor de derde keer een staatsgreep pleegde, brak er een massale volksopstand uit, hield het leger zich afzijdig en rukten de maoïsten op naar Kathmandu. Onder deze druk herstelde Gyanendra het parlement en benoemde Koirala weer tot premier, en deze sloot een bestand met de maoïsten, dat in november werd omgezet tot een duurzaam vredesverdrag. In mei 2006 verloor de koning de meeste van zijn bevoegdheden en werd de hindoeïstische staatsgodsdienst, die de monarchie religieuze legitimiteit had verleend, afgeschaft. Een grondwetgevende vergadering proclameerde ten slotte in 2008 de republiek.

### Na de Burgeroorlog
Op 21 juli 2008 werd door de grondwetgevende vergadering de kandidaat van de Congrespartij, Ram Baran Yadav, gekozen tot eerste president van Nepal. Hij versloeg de maoïst Ramraja Singh. De taak van de president is vooral ceremonieel, maar de weigering van de president in 2009 het ontslag van de opperbevelhebber van het leger te bekrachtigen, leidde tot het uittreden van de maoïsten uit de coalitieregering.
Girija Koirala, de voorzitter van de NCP, stierf in maart 2010 op 85-jarige leeftijd.
De NCP is lid van de Socialistische Internationale.